# الزمن الباقي
الزمن الباقي (بالإنجليزية: The Time That Remains) فيلم درامي فلسطيني من إخراج المخرج الفلسطيني إيليا سليمان، وإنتاج مشترك (فرنسي، إيطالي، بلجيكي، بريطاني) عام 2009، مدته 109 دقيقة. عُرض الفيلم ضمن فعاليات المسابقة الرسمية في مهرجان كان السينمائي (2009)، وعرض أيضًا ضمن فعاليات مهرجان تورنتو السينمائي الدولي (2009).
يسرد الفيلم سيرة المخرج وسيرة عائلته والوقائع التاريخية التي طرأت على مدينته في العام 1948 مع حدوث نكبة فلسطين وقيام دولة إسرائيل. يعتمد السرد على يوميات والد المخرج التي وثق فيها أيام الحرب وما تلاها من أحداث.

## الممثلون
- علي سليمان - صديق إليزا.
- صالح بكري - فؤاد.
- ميساء عبد الهادي - الفتاة في التاكسي المسافر داخل الضفة الغربيّة.
- إيليا سليمان - بدور نفسه.
- مناشيه نوي - سائق التاكسي.
- إيزابيل رمضان - أولغا.
- ياسمين حاج - نادية.
- ليلى معمر - ثريا.

## وصلات خارجية
- الزمن الباقي على موقع IMDb (الإنجليزية)
- الزمن الباقي على موقع ميتاكريتيك (الإنجليزية)
- الزمن الباقي على موقع روتن توميتوز (الإنجليزية)
- الزمن الباقي على موقع نتفليكس (الإنجليزية)
- الزمن الباقي على موقع قاعدة بيانات الأفلام العربية
- الزمن الباقي على موقع ألو سيني (الفرنسية)
- الزمن الباقي على موقع أول موفي (الإنجليزية)
- الزمن الباقي على موقع بوكس أوفيس موجو (الإنجليزية)
- الزمن الباقي على موقع فيلمافينيتي (الإسبانية)
- الزمن الباقي على موقع قاعدة بيانات الفيلم (الإنجليزية)

- صفحة الفيلم في قاعدة بيانات الأفلام على الإنترنت
- صفحة الفيلم في قاعدة بيانات الأفلام العربية